# Teatr Capitol w Warszawie
Teatr Capitol – prywatny teatr w Warszawie mieszczący się przy ul. Marszałkowskiej 115, prowadzony przez Annę Gornostaj i Stanisława Mączyńskiego.

## Opis
Teatr Capitol rozpoczął swoją działalność we wrześniu 2008 roku. Posiada dwie sceny. Duża Scena przy ul. Marszałkowskiej posiada 350 miejsc, Scena Mniejsza, otwarta od września 2012 roku, mieszcząca się przy ul. Przechodniej – 250 miejsc. Przy teatrze działa również Club Capitol. Dyrektorem artystycznym od początku istnienia teatru jest aktorka Anna Gornostaj.
W repertuarze teatru znajdują się spektakle dla dorosłych o charakterze komedii romantycznych, komedii kryminalnych, fars, monodramów. W teatrze wystawiane są bajki dla dzieci, kabarety oraz okolicznościowe koncerty jazzowe czy występy chórów. Teatr Capitol organizuje spektakle wyjazdowe poprzez działający wewnątrz impresariat.

## Spektakle dla dorosłych
- "Szczęśliwy dzień"
- "Pomalu, a jeszcze raz"
- "Klimakterium... i już"
- "Nigdy nie zakocham się"
- "Smak Mamrota"
- "Lady Fosse"
- "Zazdrość"
- "Wieruszka"
- "Dziwna Para"
- "Piosenki w starym kinie"
- "Przypadki Roberta R."
- "Gąska"
- "Wszystko o kobietach"
- "Bożyszcze Kobiet"
- "CARMEN, sztuka na dziesięć telefonów komórkowych"
- "Śluby panieńskie"
- "Własność znana jako Judy Garland"
- "Goło i Wesoło"
- "Morderstwo w hotelu"
- "Drugi Rozdział"
- "Gotowane Głowy"
- "Rozkłady jazdy"
- "Lady Fosse 2"
- "Dwie połówki pomarańczy"
- "Sceny dla dorosłych, czyli sztuka kochania"
- "Nas Troje"
- "Gwiazda i ja"
- "Single i Remiksy"
- "Aktor… to Aktor… to Aktor"
- "Szwedzki Stół"
- "Klub mężusiów" (premiera 21 stycznia 2013)
- "SALIGIA, czyli siedem grzechów głównych"
- "Sextet, czyli Roma i Julian"
- "Śmiertelnie Poważne Uczucie" (premiera 21 września 2013)
- "OPEN Chopin"
- "Następnego Dnia Rano"
- "Klimakterium 2, czyli menopauzy szał" (premiera 17 lutego 2014)
- "Tamta Pani" (premiera 17 marca 2014)
- "Kiedy kota nie ma..." (premiera 8 września i 17 września 2014)
- "Di, Viv i Rose" (premiera 6 października 2014)
- "Złodziej (premiera 10 listopada 2014)
- "Lunch o północy" (premiera 23 marca 2015)
- "Mowa ciała" (premiera 27 kwietnia 2015)

## Spektakle dla dzieci
- "Gafy czarownicy Fafy" (premiera wrzesień 2014)
- "Awanturka z leśnego podwórka" (premiera październik 2014)
- "Śmietnik"
- "Jaś i Małgosia"
- "Wielka Przygoda Małej Księżniczki"
- "O Smoku i Królu Leniuchu"
- "Czerwony Kapturek"
- "Konik Garbusek"
- "Piotruś Pan"

## Scena Kabaretowa
- Ireneusz Krosny
- Kabaret Moralnego Niepokoju
- Tercet, czyli Kwartet

## Koncerty
W Teatrze Capitol cyklicznie odbywają się koncerty jazzowe, charytatywne oraz występy chórów.

## Aktorzy
- Dorota Nowakowska
- Elżbieta Jodłowska
- Joanna Jeżewska
- Grażyna Zielińska
- Elżbieta Okupska
- Elżbieta Jarosik
- Joanna Brodzik
- Daria Widawska
- Małgorzata Lipmann
- Sebastian Cybulski
- Joanna Moro
- Łukasz Nowicki
- Jacek Kopczyński
- Maja Bohosiewicz
- Dorota Chotecka
- Michał Piela
- Piotr Grabowski
- Tamara Arciuch
- Bartosz Kasprzykowski
- Anna Dereszowska
- Przemysław Sadowski
- Anna Gornostaj
- Piotr Gąsowski
- Aneta Todorczuk-Perchuć
- Jakub Przebindowski
- Katarzyna Skrzynecka
- Krzysztof Tyniec
- Hanna Śleszyńska
- Michał Milowicz
- Aleksandra Szwed
- Robert Wabich
- Magdalena Zawadzka
- Cezary Żak
- Anna Guzik
- Aleksandra Nowicka
- Radosław Pazura
- Ewa Złotowska
- Julia Kamińska
- Artur Barciś
- Krzysztof Pluskota
- Katarzyna Figura
- Jarosław Boberek
- Bogdan Kalus
- Paweł Wawrzecki
- Arkadiusz Janiczek
- Anna Mucha
- Weronika Książkiewicz
- Lesław Żurek
- Wojciech Medyński